# Марко Араповић
Марко Араповић (Загреб, 20. јул 1996) хрватски је кошаркаш. Игра на позицијама крилног центра и центра, а тренутно наступа за Галатасарај. Син је Фрања Араповића, југословенског и хрватског репрезентатица у кошарци.

## Успеси

### Клупски
- Цибона:
  - Јадранска лига (1): 2013/14.
  - Првенство Хрватске (1): 2012/13.
  - Куп Хрватске (1): 2013.
- Цедевита:
  - Првенство Хрватске (4): 2014/15, 2015/16, 2016/17, 2017/18.
  - Куп Хрватске (4): 2015, 2016, 2017, 2018.
  - Суперкуп Јадранске лиге (1): 2017.

### Репрезентативни
- Европско првенство до 16 година:  2011.
- Светско првенство до 17 година:  2012.
- Европско првенство до 18 година:  2013,  2014.
- Светско првенство до 19 година:  2015.